# Stellenvorbehaltsverordnung
Die Stellenvorbehaltsverordnung (StVorV) trifft in Deutschland Regelungen zur Berechnung und Bestimmung vorbehaltener Stellen zur Bewerbung, Zuweisung und Einstellung auf diese, zu Vormerkstellen sowie zum Erlöschen des Rechts aus dem Eingliederungsschein.

## Inhalt
Die Verordnung ergänzt die Bestimmungen des § 10 Soldatenversorgungsgesetz zum Stellenvorbehalt und trifft Bestimmungen zum Verwaltungsverfahren. Eine vorbehaltene Stelle ist eine Stelle, die im deutschen öffentlichen Dienst vorrangig mit ehemaligen Soldaten auf Zeit der Bundeswehr besetzt wird. Eine Vormerkstelle ist eine beim Bund und den 16 Ländern eingerichtete Stelle, die der Erfassung von vorbehaltenen Stellen und der Inhaber von Eingliederungs- und Zulassungsscheinen (E- bzw. Z-Schein) der Bundeswehr dient.

## Gliederung
- Abschnitt 1: Berechnung und Bestimmung der vorbehaltenen Stellen
- Abschnitt 2: Vormerkstellen
- Abschnitt 3: Bewerbung
- Abschnitt 4: Zuweisung und Einstellung
- Abschnitt 5: Erlöschen des Rechts aus dem Eingliederungsschein
- Abschnitt 6: Schlussvorschriften

## Zweck der Neufassung 1999
Mit der Neufassung wurde angestrebt, den mit der Durchführung des Stellenvorbehalts verbundenen Verwaltungsaufwand zu verringern und die Besetzungsquote der vorbehaltenen Stellen mit E-/Z-Schein-Inhabern
zu erhöhen. Dazu wurde eine Präzisierung und Vereinheitlichung der Aufgaben der Vormerkstellen und eine Verkürzung der administrativen Arbeitsabläufe vorgenommen. Nicht mehr erforderliche Verwaltungsverfahren wurden abgeschafft, die Überwachungs- und Kontrollfunktion der Vormerkstellen gestärkt und das Bewerbungsverfahren mit dem Ziel flexibilisiert und gestrafft, die Eigenverantwortlichkeit des Soldaten für seine berufliche Zukunft zu stärken.
Der Bundesrat beschloss, den Verordnungsentwurf des Bundesministeriums des Innern dahingehend zu ändern, dass für die Freigabe von vorbehaltenen Stellen für Nichtinhaber eines E- oder Z-Scheins kein Antrag der Einstellungsbehörde mehr nötig ist, weil die Vormerkstellen häufig für die angebotenen Laufbahnen in Höhe der vorbehaltenen Stellen keine Bewerber melden können (§ 11 StVorV). Im Übrigen wurde dem Verordnungsentwurf unverändert zugestimmt.

## Änderungen
Die Verordnung wurde zuletzt 2005 durch Artikel 4 des Berufsförderungsfortentwicklungsgesetzes geändert. Neben redaktionellen Änderungen wurde die Zuständigkeit für die Feststellung des Erlöschens des Rechts aus dem Eingliederungsschein von der Vormerkstelle des Bundes auf das Bundesministerium der Verteidigung oder eine von ihm bestimmte Stelle übertragen.